# Mesquita de Hassan II
A Mesquita de Hassan II ou Mesquita de Haçane II (em árabe: مسجد الحسن الثاني) é uma grande mesquita da cidade de Casablanca (Marrocos) no Boulevard Cide Maomé ibne Abedalá (direcção Aïn Diab) e é a 14.ª maior mesquita do mundo e a 3.ª maior em África. Tem o segundo minarete mais alto do mundo com 210 metros, encimado por um laser direcionado para Meca e que pode ser visto a vários quilómetros de distância. Conta com as últimas tecnologias como resistência sísmica, tecto que se abre automaticamente, soalho aquecido e portas eléctricas. É das poucas mesquitas do mundo muçulmano que permite a visita a turistas não muçulmanos.

## Construção
Foi desenhada pelo arquitecto francês Michel Pinseau e os trabalhos de construção começaram em 12 de Julho de 1985. Foi inaugurada em 30 de Agosto de 1993. Nos trabalhos de construção estiveram envolvidas cerca de 2500 pessoas e 10000 artesãos marroquinos, que trabalharam com mármore, granito, madeira, mosaicos, estuque e outros materiais para elaborar os tectos, pavimentos, colunas, etc. O custo aproximado da mesquita foi de 5494 milhões de dirrãs (cerca de 504,85 milhões de euros).
A sua localização (junto ao mar) deve-se a Hassan II se ter inspirado no seguinte versículo do Corão: "O trono de Deus encontrava-se sobre a água".

## Usos
Além de servir como mesquita sobretudo às sextas-feiras, quando é capaz de albergar até 100 000 fiéis (80 000 no pátio e 25 000 na sala de orações), o edifício tem outras funções: uma madrassa (escola corânica), salas de conferências, hamames (banhos), bibliotecas especializadas e um estacionamento subterrâneo.

## Críticas
A construção foi muito criticada por certos sectores da sociedade marroquina, pelo enorme custo, e pela demolição das casas que se encontravam no lugar, embora fosse um bairro de barracas.